# Черенков, Павел Николаевич
Павел Николаевич Черенков (род. 16 января 1964, Ленинград) — советский хоккеист, защитник. Хоккейный агент.
Воспитанник ленинградского СКА, тренер В. И. Рыбалко. Начинал играть в сезоне 1980/81 во второй лиге за фарм-клуб СКА ВИФК, в следующем сезоне дебютировал в СКА. По ходу сезона 1984/85 перешёл в «Крылья Советов». В 1986 году вернулся в СКА, который в сезоне 1986/87 стал бронзовым призёром чемпионата. Завершал карьеру в сезонах 1988/89 — 1990/91 в «Ижорце».
Бронзовый призёр юниорского чемпионата Европы 1982.
Стал хоккейным агентом, основатель агентства Nordic Hockey Management.